# Mätäsjärvi (sjö i Lapinlax, Norra Savolax)
Mätäsjärvi är en sjö i kommunen Lapinlax i landskapet Norra Savolax i Finland. Sjön ligger 88,9 meter över havet. Den är 14 meter djup. Arean är 58 hektar och strandlinjen är 4,72 kilometer lång. Sjön  ingår i Vuoksens huvudavrinningsområde.   Den ligger omkring 61 kilometer norr om Kuopio och omkring 380 kilometer norr om Helsingfors.